# NGC 7299
NGC 7299 (również PGC 69060) – galaktyka spiralna z poprzeczką (SBc), znajdująca się w gwiazdozbiorze Żurawia. Odkrył ją John Herschel 1 września 1834 roku.